# Joris Vezelaer

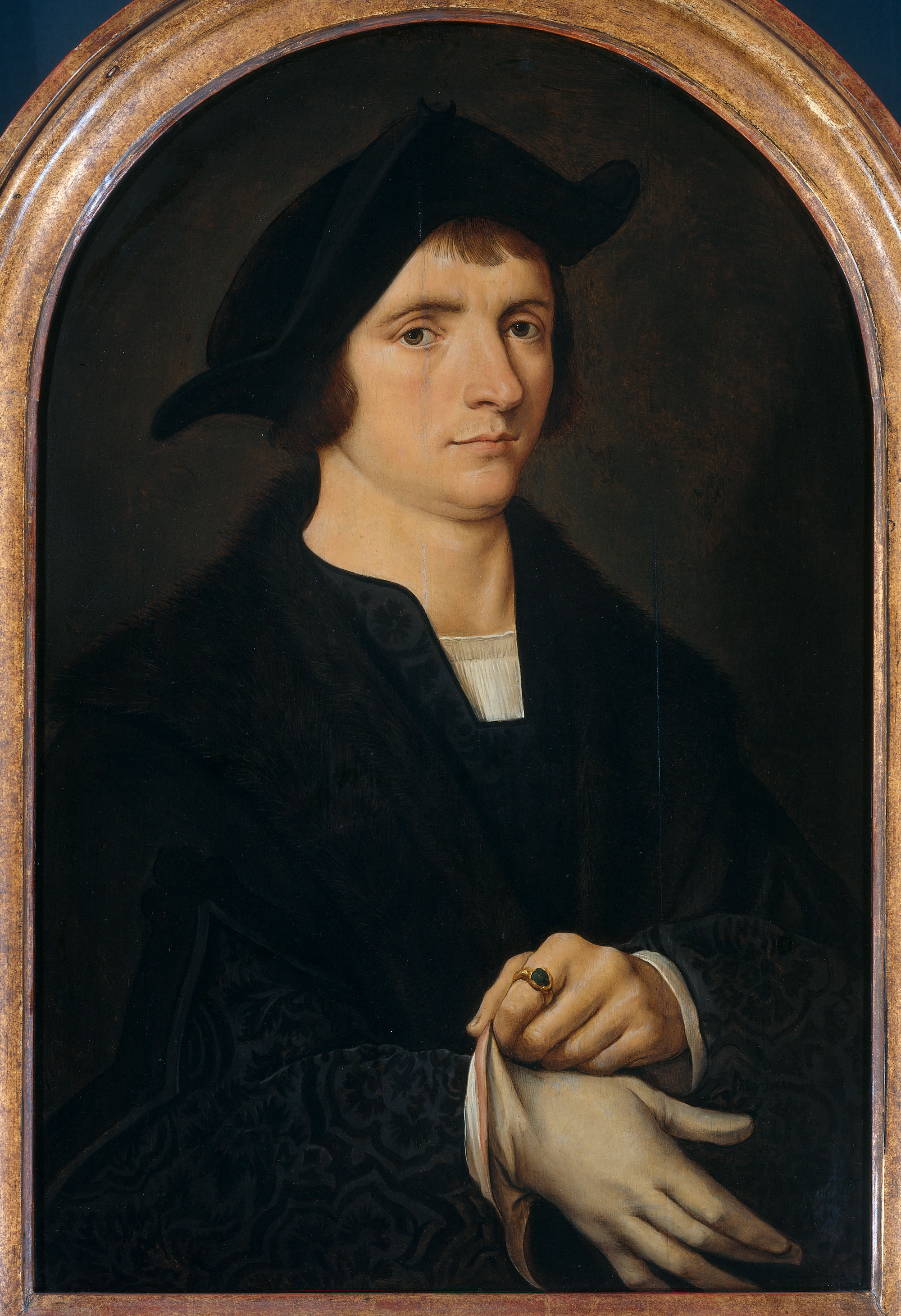
Portret van Joris Vezelaer. Amsterdam, Rijksmuseum.

Joris Jacobs Vezelaer ('s-Hertogenbosch, ca. 1493 – Antwerpen, 1570) was een Zuid-Nederlands goudsmid en muntmeester.
Hij was een zoon van Jacob Vezelaer en Lysbeth Tempelaer. Zijn ouders woonden aan de Orthenstraat in 's-Hertogenbosch. Zijn vader, die ook goudsmid was, overleed kort na zijn geboorte, waarna zijn moeder hertrouwde met de goudsmid Lambertus van Buerinck. Van deze laatste wordt na 1502-1503 in 's-Hertogenbosch niets meer vernomen. Zijn naam komt daarna wel voor in Antwerpse archieven. Daarom wordt aangenomen dat Vezelaer als minderjarige met zijn moeder en stiefvader naar Antwerpen verhuisde.
In Antwerpen wordt Vezelaer in 1524 vermeld als deken van het goudsmedengilde. Later werd hij er generaal van de munt in dienst van de landsheer van de Nederlanden, keizer Karel V. In 1530-1531 maakte Vezelaer in opdracht van het stadsbestuur van 's-Hertogenbosch een gouden beker voor Floris van Egmont, graaf van Buren en Leerdam. Vezelaer was een geslaagd zakenman en in het bezit van de Lanteernhof in Deurne bij Antwerpen. Hij was getrouwd met Margaretha Boge, met wie hij vier kinderen had, onder wie Elisabeth Veselaer, die trouwde met Jacob Hoefnagel. Hun zoon is de miniatuur- en emblemataschilder Joris Hoefnagel, de oom van Samuel Blommaert, en hun dochter, Susanna Hoefnagel, is de moeder van Constantijn Huygens. Van Vezelaer bestaat een portret van de Zuid-Nederlandse schilder Joos van Cleve, dat zich in de verzameling van de vorst van Liechtenstein in Vaduz bevindt. Van dit portret zijn twee kopieën bekend, één in de National Gallery of Art in Washington en één in het Rijksmuseum Amsterdam.
- International Standard Name Identifier: 0000 0003 8971 2428
- Nederlandse Thesaurus van Auteursnamen: 317652044
- Virtual International Authority File: 283206275